# Fra morgen til aften
Fra morgen til aften er en dansk dokumentarfilm fra 1992 med instruktion og manuskript af Ole Fibiger og Anders Lykkebo.

## Handling
Børn fra forskellige egne af Danmark fortæller om deres dagligdag fra de vågner om morgenen, til de går i seng om aftenen. Godt 30 børn er med, og fire af dem gives der et portræt af. Monica, Michael, Martin og Karina bor og lever meget forskelligt, viser det sig i dette signalement af børn i Danmark 1992.